# Liga Uruguaya de Football Americano
La Liga Uruguaya de Football Americano (LUFA), es una asociación civil sin fines de lucro, y es miembro de la Federación Internacional de Fútbol Americano (IFAF) y de IFAF Americas.
Cuenta con tres categorías: tackle adulto masculino, modalidad Flag Football masculino y femenino. A su vez las selecciones nacionales denominada "Charrúas" cuentan con varios partidos internacionales en su haber.

## Historia

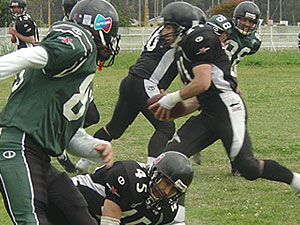

La LUFA, se creó con la intención de jugar flag football, y en sus inicios allá por el año 1999 llegó a nuclear 8 equipos divididos en 2 conferencias: Druidas, Coyotes, Verdugos, Escorpiones, Abrojos, Tractores, Cimarrones y Panteras. También tuvo 4 equipos juveniles: Escarabajos, Orcos, Troyanos, Macos.
Fomentada por una gran inversión monetaria, en dos etapas con la introducción e importación de equipamiento aportado por privados a nuestro país, se crea la primera liga de Tackle Equipado en Uruguay.
La modalidad tackle tuvo su primera temporada en el 2005, luego de efectuado un Draft al mejor estilo NFL en "Locos por el Fútbol", conocido bar temático de la época, repartiendo a todos los jugadores de los 8 equipos de la vieja LUFA flag y creando los cuatro primeros equipos fundadores de la categoría, y participantes del primer torneo: Barbarians, Emperadores, Golden Bulls y Sharks.

## Flag Football
El Flag Football, deporte olímpico en Los Ángeles 2028, ha alcanzado una gran relevancia en los últimos años. Con sus categorías masculina y femenina, el Flag se está disfrutando en la capital uruguaya, Montevideo, Rivera y Maldonado.

### IFAF Americas
El 30 de enero de 2007, la LUFA participó en el acto de creación, en Miami, Florida (EE. UU.), de la Federación Panamericana de Fútbol Americano (PAFAF), actualmente llamada IFAF Americas. 

### La Federación Internacional
Desde 2006 la LUFA es miembro de la Federación Internacional de Fútbol Americano (IFAF), organización oficial reconocida como la más grande e importante dentro de este deporte.

## Objetivos de la liga
Promover, apoyar y desarrollar el football americano dentro de nuestra comunidad, y hacia el exterior en los diferentes niveles donde se practique este deporte y sus diferentes variantes y categorías, apuntando a la formación de deportistas en todos sus niveles, tackle adulto, flag juvenil y flag football femenino.

## Equipos participantes

### Temporada 2025
Los equipos que compiten en la liga son los siguientes:
| LUFA       |          |             |          |
| Barbarians | Spartans | Emperadores | Troyanos |

## Palmarés[1]
| Año  | Campeón                   |
| ---- | ------------------------- |
| 2005 | Barbarians                |
| 2006 | Golden Bulls              |
| 2007 | Emperadores               |
| 2008 | Emperadores               |
| 2009 | Golden Bulls              |
| 2010 | No se jugó                |
| 2011 | Barbarians                |
| 2012 | Barbarians                |
| 2013 | Emperadores               |
| 2014 | Barbarians / Golden Bulls |
| 2015 | Barbarians                |
| 2016 | Barbarians                |
| 2017 | Barbarians                |
| 2018 | Barbarians                |
| 2019 | Barbarians                |
| 2020 | Golden Bulls              |
| 2021 | Golden Bulls              |
| 2022 | Barbarians                |

Finalistas
- 2013 Barbarians

- 2014 Titulo Compartido

- 2015  Barbarians (Ganador Apertura y Clausura)

- 2016  Barbarians (Ganador Apertura y Clausura)

- 2017  Golden Bulls

- 2018  Golden Bulls

- 2019  Golden Bulls

- 2020  Troyanos
- 2021  Barbarians

## Títulos por club
| Club         | Campeón | Años campeón                                           |
| ------------ | ------- | ------------------------------------------------------ |
| Barbarians   | 10      | 2005,2011,2012,2013,2014,2015,2016.2017,2018,2019,2022 |
| Golden Bulls | 5       | 2006, 2009, 2014, 2020(CORTO) , 2021(CORTO)            |
| Emperadores  | 3       | 2007, 2008, 2013                                       |

## Selección uruguaya
La LUFA también dirige a la selección nacional de la disciplina se le denomina Charrúas y se ha enfrentado básicamente a las selecciones de la región.